# 法相应派
法相應派，又名法宗派、法派、达摩育帝迦尼柯耶；是現代上座部佛教宗派之一，起源於近代泰國，普遍流傳于泰國、緬甸、柬埔寨、老撾等國，主張嚴持戒律。泰國和柬埔寨的法相應派現任僧王分别爲颂德帕摩诃穆尼翁和武記。

## 概述
法相應派起源於1829年—1833年的曼谷拍那空的波稳尼威寺。泰國國王拉瑪四世（Rāma IV）在登基前曾出家26年，法號金剛智（Vajirañāṇo），他精通巴利語和佛教教義，並致力於改革泰國佛教，爲擯除印度教的迷信影響和儀軌而努力，由於皇兄薨逝，他不得不還俗繼承王位。他有感于有些僧人戒律弛壞，正法不彰，於是促成改革，主張遵守佛世教法，嚴守戒律、日中一食、不持金錢，這就是法相應派、法宗派，之前的僧眾稱爲大宗派，從此成為泰國乃至泰國系上座部佛教的兩大宗派，流傳至今。後來兩派也弘傳至周邊的東南亞國家，在各國建立了僧王制度。
法相应派与王室关系密切，多與王公貴族來往，不接受短期出家。東南亞佛教國家兒童必須短期出家的傳統都是與民間關係密切的大宗派。
- 拉瑪四世出家時，法號金剛智
- 泰國法宗現任僧王颂德帕摩诃穆尼翁（英语：Ariyavongsagatanana (Amborn Ambaro)）
- 柬埔寨法宗現任僧王武記